# Oriol Servià

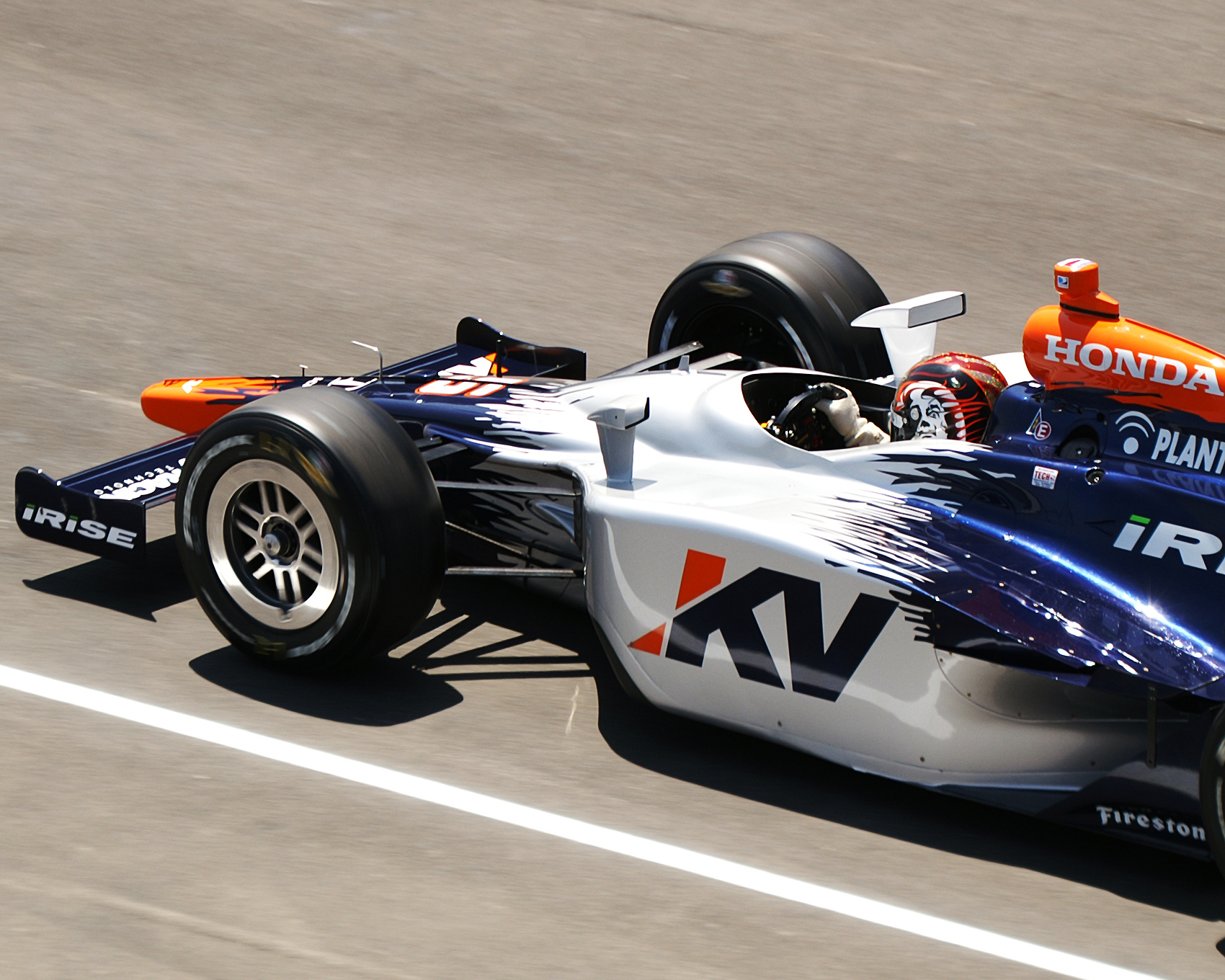
Servià

Oriol Servià i Imbers (Pals, (Catalonië), 13 juli 1974) is een Spaans autocoureur. Hij reed onder meer in Formule 3, Indy Lights, Champ Car, IndyCar en Formule E-kampioenschappen.

## Carrière
Servià reed in 1998 en 1999 het Indy Lights kampioenschap. In 1998 werd hij zevende in de eindstand. In 1999 werd hij kampioen in deze raceklasse zonder een race te winnen. Hij werd vijf keer tweede in een race. In 2000 stapte hij over naar de Champ Car series waar hij bleef rijden tot het kampioenschap ophield te bestaan eind 2007. Het kampioenschap van 2005 werd zijn beste seizoen. Hij won de race in het Canadese Montreal, wat zijn enige Champ Car overwinning werd en eindigde zes keer als niet-winnaar op het podium en werd dat jaar vice-kampioen, na teamgenoot Sébastien Bourdais. Servià reed in totaal 125 Champ Car races, stond één keer op poleposition, won een race en stond vijftien keer als niet-winnaar op het podium.
In 2008 maakte hij de overstap naar de IndyCar Series en gaat rijden voor het KV Racing team. Zijn beste finish dat jaar was een vierde plaats in Detroit. Hij werd negende in de eindstand van het kampioenschap. Hij kon zich niet van een plaats verzekeren voor 2009 bij het team en stond niet aan de start van het kampioenschap van 2009. Hij stond aan de start van de Indianapolis 500 in een auto van Rahal Letterman Racing, maar kon de race niet uitrijden. Na 12 races in het seizoen verliet de Nederlander Robert Doornbos het Newman-Haas-Lanigan Racing team. Servia nam de rest van het seizoen deze plek over, uitgezonderd de laatste race van het seizoen. Hij finishte op de vierde plaats op de Twin Ring Motegi in Japan. Nadat hij in 2010 geen plaats vond in de IndyCar Series, rijdt hij het kampioenschap in 2011 voor het team Newman-Haas Racing.

## Resultaten
Champ Car resultaten (aantal gereden races, aantal maal in de top 5 van een race, eindpositie kampioenschap en punten)
| Jaar | Races | 1ste | 2de | 3de | 4de | 5de | Rang | Ptn |
| ---- | ----- | ---- | --- | --- | --- | --- | ---- | --- |
| 2000 | 20    | -    | -   | 1   | -   | 1   | 15   | 60  |
| 2001 | 20    | -    | -   | -   | -   | 2   | 19   | 42  |
| 2002 | 13    | -    | -   | -   | 1   | 1   | 16   | 44  |
| 2003 | 18    | -    | 2   | 1   | 1   | 3   | 7    | 108 |
| 2004 | 14    | -    | -   | 1   | 1   | -   | 10   | 199 |
| 2005 | 13    | 1    | 3   | 3   | 2   | 1   | 2    | 288 |
| 2006 | 14    | -    | -   | 1   | 2   | 1   | 11   | 197 |
| 2007 | 13    | -    | 1   | 2   | 2   | -   | 6    | 237 |

IndyCar Series resultaten (aantal gereden races, aantal maal in de top 5 van een race, eindpositie kampioenschap en punten)
| Jaar | Races | 1ste | 2de | 3de | 4de | 5de | Rang | Ptn |
| ---- | ----- | ---- | --- | --- | --- | --- | ---- | --- |
| 2008 | 17    | -    | -   | -   | 1   | 4   | 9    | 358 |
| 2009 | 5     | -    | -   | -   | 1   | -   | 21   | 115 |
| 2011 | 17    | -    | 2   | 1   | -   | 3   | 4    | 425 |
| 2012 | 15    | -    | -   | -   | 2   | 2   | 13   | 287 |
| 2013 | 12    | -    | -   | -   | 1   | -   | 22   | 233 |

#### Indianapolis 500
| Jaar | Chassis | Motor     | Start | Finish | Team                             |
| ---- | ------- | --------- | ----- | ------ | -------------------------------- |
| 2002 | Dallara | Chevrolet | DNQ   | DNQ    | Walker Racing                    |
| 2002 | Dallara | Infiniti  | DNQ   | DNQ    | Conquest Racing                  |
| 2008 | Dallara | Honda     | 25    | 11     | KV Racing                        |
| 2009 | Dallara | Honda     | 25    | 26     | Rahal Letterman Racing           |
| 2011 | Dallara | Honda     | 3     | 6      | Newman-Haas Racing               |
| 2012 | Dallara | Chevrolet | 27    | 4      | Panther/Dreyer & Reinbold Racing |
| 2013 | Dallara | Chevrolet | 13    | 11     | Panther/Dreyer & Reinbold Racing |